# Robinia lepka
Robinia lepka (Robinia viscosa Vent.) – gatunek krzewu lub też niskiego drzewa liściastego z rodziny bobowatych. Pochodzi z obszaru Ameryki Północnej, z wschodniej części Stanów Zjednoczonych. W Polsce nierzadko dziczeje rozrastając dzięki odrostom korzeniowym, miejscami przybiera formę gatunku inwazyjnego, również jej mieszańce.

## Morfologia

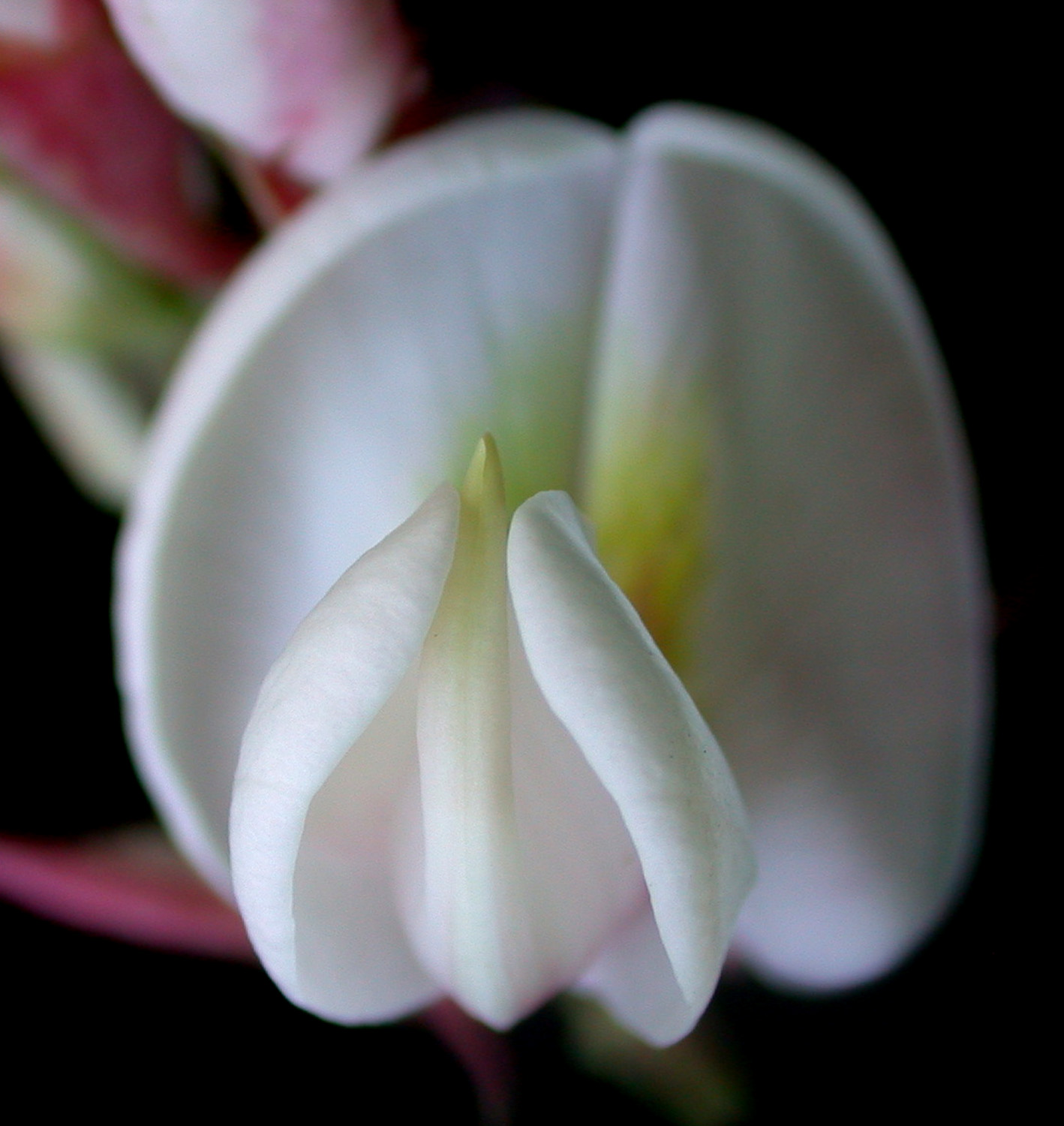
Kwiat

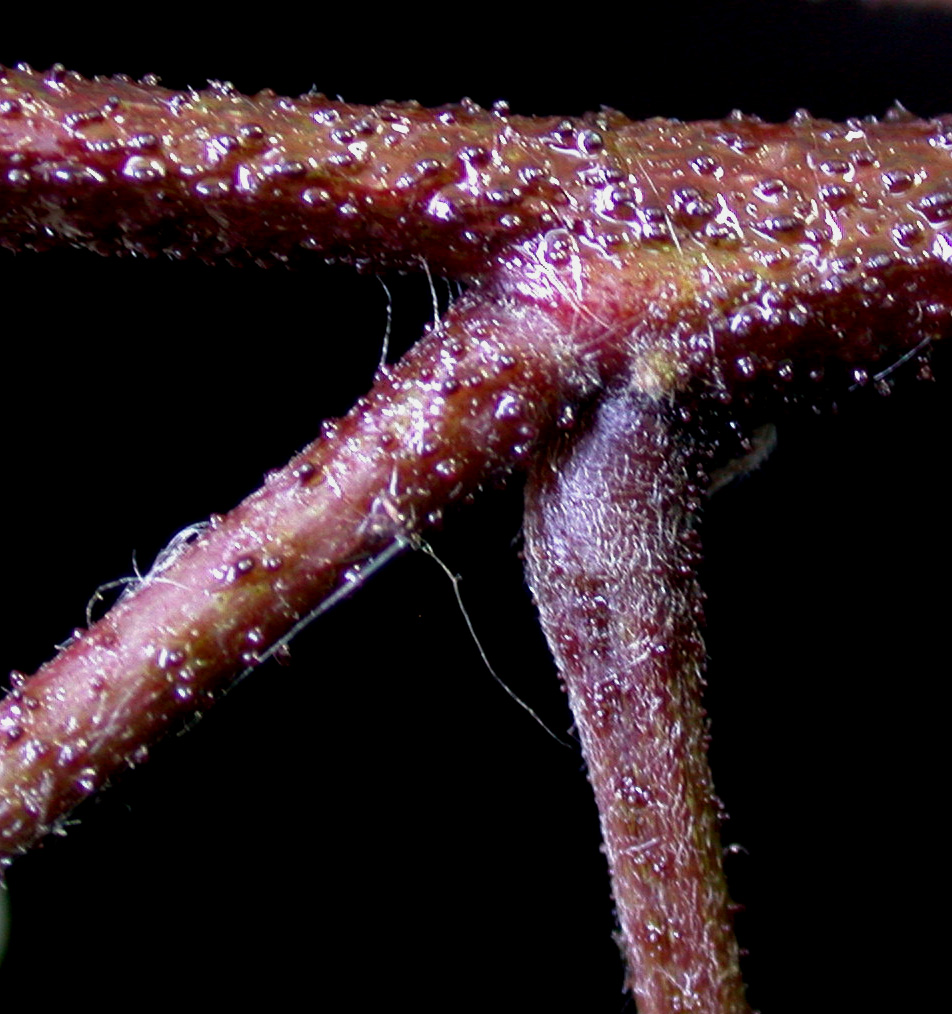
Fragment pędu

PokrójMałe drzewo o kulistej koronie dorastające do 6-12 metrów wysokości na terenach swojego naturalnego występowania, lub krzew dorastający do 1,5 m.
Liścienieparzysto-pierzastozłożone, złożone z 13-21 pojedynczych wąskojajowatych listków z których każdy jest całobrzegi, spód liścia owłosiony.
PędyPokryte bardzo drobnymi igiełkowatym cierniami, a także nieregularną ilością gruczołów – przez co pędy stają się błyszczące i lepkie (stąd nazwa).
KwiatyMotylkowate, o różowej barwie z żółta plamką, jednak w Polsce występują również w formie biało kwiatowej, kwiatki o długości do 2,5 cm w sztywnych i krótkich gronach. Kwiaty kwitną w czerwcu, ale często powtarzają kwitnienie w sierpniu, są bardzo miododajne.
OwoceU tego gatunku najczęściej są nieoskrzydlone w przeciwieństwie choćby do robinii akacjowej, poza tym bardzo lepkie, zdarza się również, że drzewo w ogóle nie tworzy owoców.

## Wymagania
Gatunek ma niskie wymagania glebowe, toleruje gleby piaszczyste i jałowe, jest wytrzymały na zanieczyszczenia miejskie, wymaga miejsc nasłonecznionych, jest odporny na mrozy.

## Mieszańce
Robinia lepka tworzy mieszańca z robinią akacjową zwanego robinią pośrednią Robinia ×ambigua.